# Sounds that can't be made
Sounds that can’t be made is een studioalbum van Marillion. Marillion doet de jaren hiervoor rustig aan met het uitbrengen van nieuw materiaal. De heren zijn desondanks bezig met allerlei projecten zoals Steve Hogarth met Richard Barbieri. Marillion moest opnieuw een beroep doen op de fans om het album mee te financieren. Als beloning voor hun voorschot kregen degenen die meebetaald hebben aan dit album de speciale uitvoering (album aangevuld met een dvd van de making-of). Het album is gedurende lange tijd opgenomen in de eigen Racket Club, de Real World Studio van Peter Gabriel en de UTB Studio.
Voor wat betreft hitpotentie zijn de heren er de laatste jaren op achteruit gegaan. Het album haalt nog wel de diverse lijsten in Europa, maar haalt de hoogste regionen niet en het aantal weken van notering blijft ook laag. Uitzondering daarop is Nederland, alwaar Marillion een hechte fanclub heeft (vanaf het begin). Het album haalde in vijf weken notering de 22ste plaats.
Het hoesontwerp van Simon Ward bevat een Areciboboodschap in code.

## Musici
- Steve Hogarth – zang, toetsinstrumenten
- Mark Kelly - toetsinstrumenten, achtergrondzang
- Ian Mosley – slagwerk, achtergrondzang
- Steve Rothery - gitaar, achtergrondzang
- Pete Trewavas - basgitaar, achtergrondzang, gitaar

Met
- Diana Stanbridge, Linette Petersen, Nial Hogarth, Sofi Hogarth, Tracey Campbell - achtergrondzang

## Muziek
Alle teksten van Hogarth behalve nummer drie door John Helmer

| Nr. | Titel                     | Duur  |
| --- | ------------------------- | ----- |
| 1.  | Gaza                      | 17:31 |
| 2.  | Sounds that can’t be made | 7:16  |
| 3.  | Pour my love              | 6:02  |
| 4.  | Power                     | 6:07  |
| 5.  | Montréal                  | 14:04 |
| 6.  | Invisible Ink             | 5:47  |
| 7.  | Lucky man                 | 6:58  |
| 8.  | The sky above the rain    | 10:34 |

In Gaza neemt tekstschrijver Hogarth het leven in de Gazastrook onder de loep. Hogarth is daarbij neutraal met oog voor het standpunt voor beide partijen. In The sky above the rain gaat het om geweld in een relatie (She loves him, but she doesn’t want him).